# 第84回アカデミー賞
第84回アカデミー賞（だい84かいアカデミーしょう）は、2011年の映画を対象としており、2012年2月26日に発表・授賞式が行われた。司会はビリー・クリスタル。
2011年9月、映画芸術科学アカデミー（AMPAS）は司会を務めるのはエディ・マーフィであると発表した。しかし11月、授賞式プロデューサーのブレット・ラトナーが降板したことにより、アカデミーは過去に司会を務めたクリスタルに交代すると発表された。
第84回アカデミー賞のノミネートは2012年1月24日にサミュエル・ゴールドウィン・シアターでAMPAS会長のトム・シェラックと女優のジェニファー・ローレンスによって発表された。授賞式は2012年2月26日に行われた。

## 受賞とノミネート
太字が受賞者である。
| 作品賞 | 監督賞 |
| --- | --- |

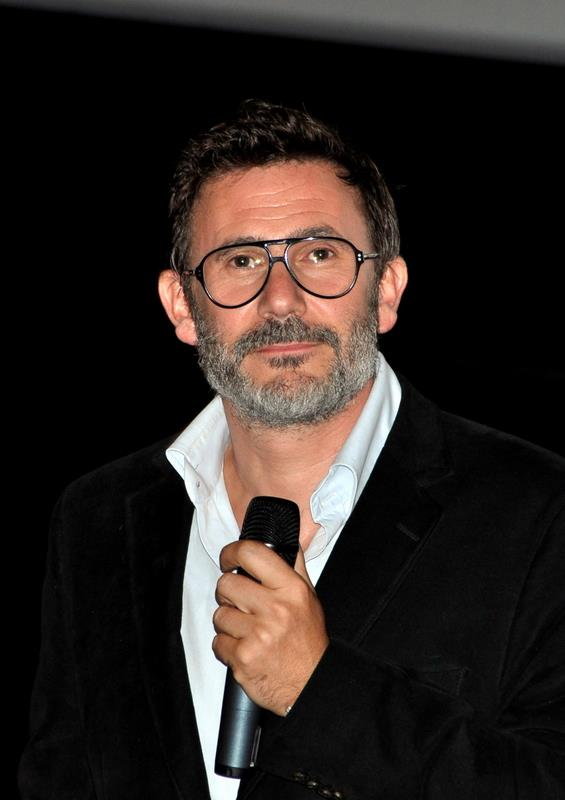
監督賞を受賞したミシェル・アザナヴィシウス

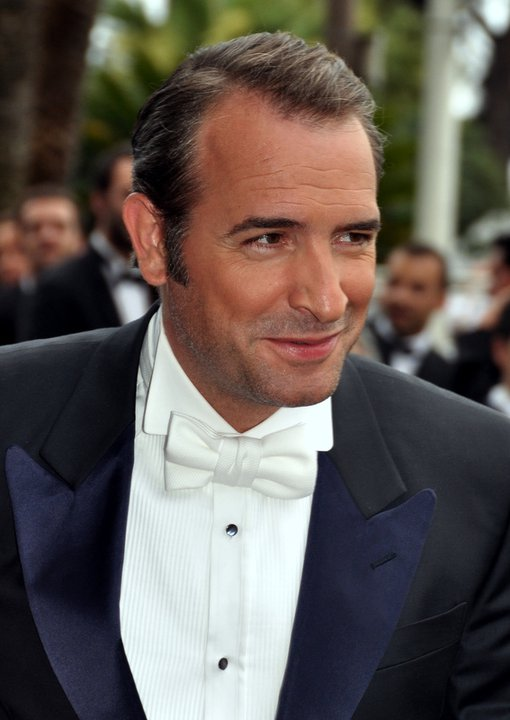
主演男優賞を受賞したジャン・デュジャルダン

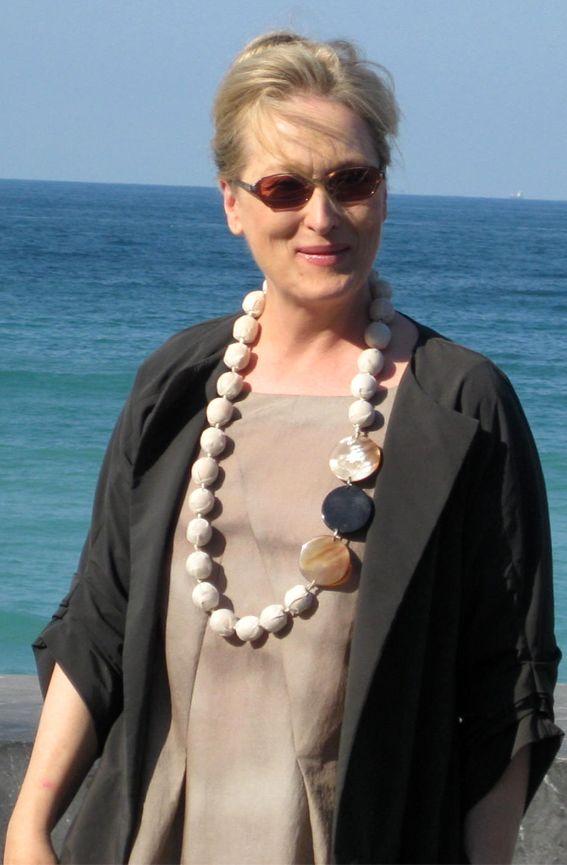
主演女優賞を受賞したメリル・ストリープ

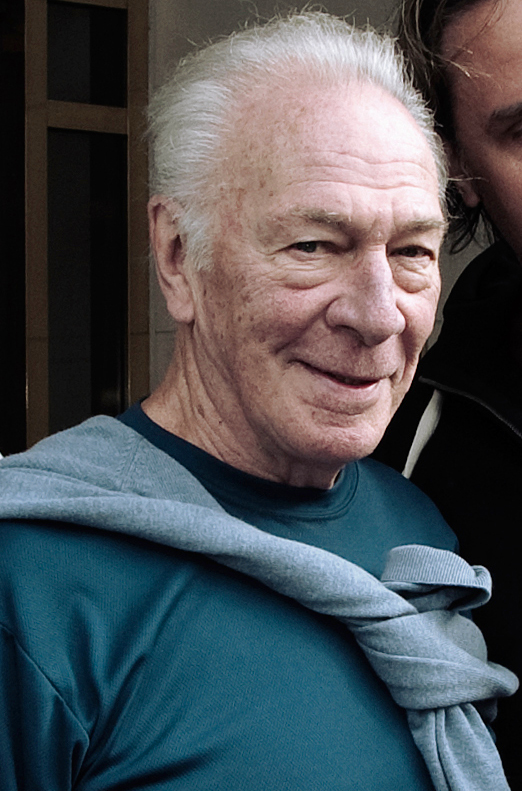
助演男優賞を受賞したクリストファー・プラマー

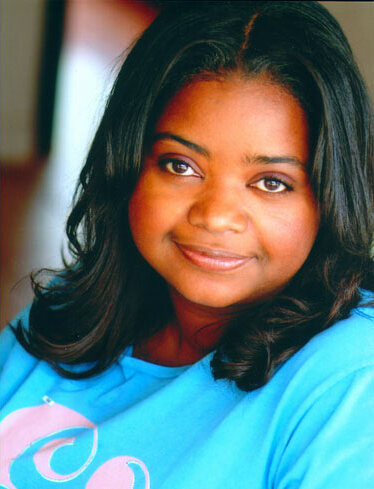
助演女優賞を受賞したオクタヴィア・スペンサー

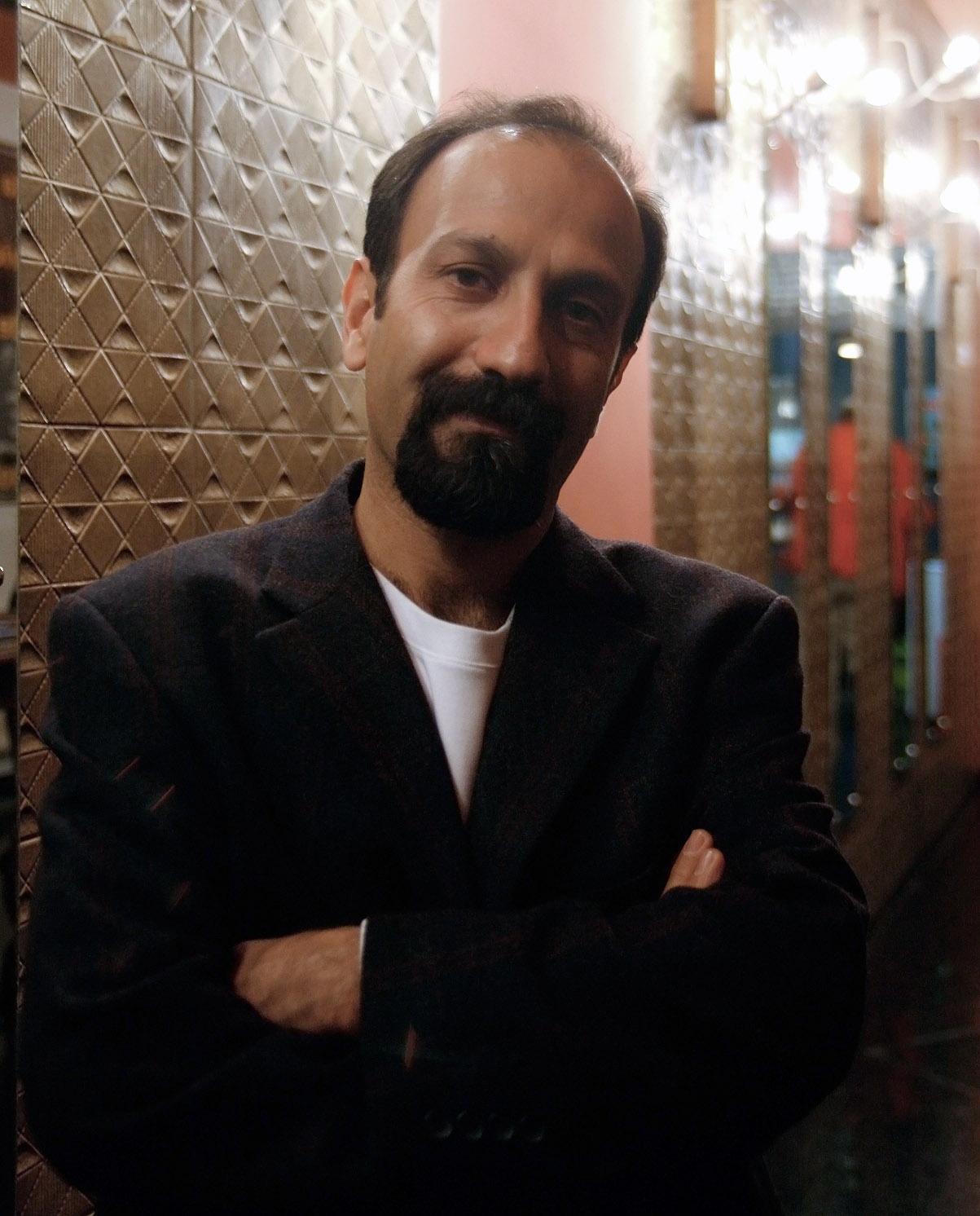
外国語映画賞を受賞したアスガル・ファルハーディー

| - 『アーティスト』 - トマ・ラングマン - 『ファミリー・ツリー』 - ジム・バーク、ジム・テイラー、アレクサンダー・ペイン - 『ものすごくうるさくて、ありえないほど近い』 - スコット・ルーディン - 『ヘルプ 〜心がつなぐストーリー〜』 - ブランソン・グリーン、クリス・コロンバス、マイケル・バーナサン - 『ヒューゴの不思議な発明』 - グレアム・キング、マーティン・スコセッシ - 『ミッドナイト・イン・パリ』 - レッティ・アロンソン、スティーヴン・テネンバウム - 『マネーボール』 - マイケル・デ・ルカ、レイチェル・ホロヴィッツ、ブラッド・ピット - 『ツリー・オブ・ライフ』 - デデ・ガードナー、サラ・グリーン、グラント・ヒル、ビル・ポーラッド - 『戦火の馬』 - スティーヴン・スピルバーグ、キャスリーン・ケネディ | - ミシェル・アザナヴィシウス - 『アーティスト』 - ウディ・アレン - 『ミッドナイト・イン・パリ』 - テレンス・マリック - 『ツリー・オブ・ライフ』 - アレクサンダー・ペイン - 『ファミリー・ツリー』 - マーティン・スコセッシ - 『ヒューゴの不思議な発明』 |
| 主演男優賞 | 主演女優賞 |
| - ジャン・デュジャルダン - 『アーティスト』 - ジョージ・ヴァレンタイン役 - デミアン・ビチル - 『明日を継ぐために』 - カーロス・ガリンドー役 - ジョージ・クルーニー - 『ファミリー・ツリー』 - マット・キング役 - ゲイリー・オールドマン - 『裏切りのサーカス』 - ジョージ・スマイリー役 - ブラッド・ピット - 『マネーボール』 - ビリー・ビーン役 | - メリル・ストリープ - 『マーガレット・サッチャー 鉄の女の涙』 - マーガレット・サッチャー役 - グレン・クローズ - 『アルバート氏の人生』 - アルバート・ノッブス役 - ヴィオラ・デイヴィス - 『ヘルプ 〜心がつなぐストーリー〜』 - アイビリーン・クラーク役 - ルーニー・マーラ - 『ドラゴン・タトゥーの女』 - リスベット・サランデル役 - ミシェル・ウィリアムズ - 『マリリン 7日間の恋』 - マリリン・モンロー役 |
| 助演男優賞 | 助演女優賞 |
| - クリストファー・プラマー - 『人生はビギナーズ』 - ハル・フィールズ役 - ケネス・ブラナー - 『マリリン 7日間の恋』 - ローレンス・オリヴィエ役 - ジョナ・ヒル - 『マネーボール』 - ピーター・ブランド役 - ニック・ノルティ - 『ウォーリアー』 - パディ・コンロン役 - マックス・フォン・シドー - 『ものすごくうるさくて、ありえないほど近い』 - 間借り人役 | - オクタヴィア・スペンサー - 『ヘルプ 〜心がつなぐストーリー〜』 - ミニー・ジャクソン役 - ベレニス・ベジョ - 『アーティスト』 - ペピィ・ミラー役 - ジェシカ・チャステイン - 『ヘルプ 〜心がつなぐストーリー〜』 - セリア・フット役 - メリッサ・マッカーシー - 『ブライズメイズ 史上最悪のウェディングプラン』 - メイガン・プライス役 - ジャネット・マクティア - 『アルバート氏の人生』 - ヒューバート・ペイジ役 |
| 脚本賞 | 脚色賞 |
| - 『ミッドナイト・イン・パリ』 - ウディ・アレン - 『アーティスト』 - ミシェル・アザナヴィシウス - 『ブライズメイズ 史上最悪のウェディングプラン』 - クリステン・ウィグ、アニー・ムモーロ - 『マージン・コール』 - J・C・チャンダー - 『別離』 - アスガル・ファルハーディー | - 『ファミリー・ツリー』 - アレクサンダー・ペイン、ナット・ファクソン、ジム・ラッシュ - カウイ・ハート・ヘミングスの小説『ファミリー・ツリー』より - 『ヒューゴの不思議な発明』 - ジョン・ローガン - ブライアン・ セルズニックの小説『ユゴーの不思議な発明』より - 『スーパー・チューズデー 〜正義を売った日〜』 - ジョージ・クルーニー、グラント・ヘスロヴ、ボー・ウィリモン - ボー・ウィリモンの戯曲 Farragut North より - 『マネーボール』 - 脚本: スティーヴン・ザイリアン、アーロン・ソーキン; 原案: スタン・チャーヴィン - マイケル・ルイスの書籍『マネー・ボール』より - 『裏切りのサーカス』 - ブリジット・オコナー、ピーター・ストローハン - ジョン・ル・カレの小説『ティンカー、テイラー、ソルジャー、スパイ』より |
| 長編アニメ映画賞 | 外国語映画賞 |
| - 『ランゴ』 - ゴア・ヴァービンスキー - 『パリ猫ディノの夜』 - アラン・ガニョル、ジャン＝ルー・フェリシオリ - 『チコとリタ』 - フェルナンド・トルエバ、ハビエル・マリスカル - 『カンフー・パンダ2』 - ジェニファー・ユー - 『長ぐつをはいたネコ』 - クリス・ミラー | - 『別離』（ イラン）、ペルシア語 - アスガル・ファルハーディー - 『闇を生きる男』（ ベルギー）、オランダ語・フランス語 - ミヒャエル・ロスカム - 『フットノート』（ イスラエル）、ヘブライ語 - ヨセフ・シダー - 『ソハの地下水道』 （ ポーランド）、ポーランド語 - アニエスカ・ホランド - 『ぼくたちのムッシュ・ラザール』 （ カナダ）、フランス語 - フィリップ・ファラルドー |
| 長編ドキュメンタリー映画賞 | 短編ドキュメンタリー映画賞 |
| - 『アンディフィーテッド 栄光の勝利』 - T・J・マーティン、ダニエル・リンジー、リチャード・ミドルマス - Hell and Back Again - ダンファン・デニス、マイク・ラーナー - 『もしもぼくらが木を失ったら』 - マーシャル・カリー、サム・カルマン - Paradise Lost 3: Purgatory - ジョー・バーリンジャー、ブルース・シノフスキー - 『Pina/ピナ・バウシュ 踊り続けるいのち』 - ヴィム・ヴェンダース、ジャン＝ピエロ・リンゲル | - Saving Face - ダニエル・ユンゲ、シャーミーン・オベイド＝チノイ - The Barber of Birmingham: Foot Soldier of the Civil Rights Movement - ロビン・フライデー、Gail Dolgin - 『ゴッド・イズ・ザ・ビガー・エルヴィス』 - レベッカ・カミサ、ジュリー・アンダーソン - Incident in New Baghdad - James Spione - 『津波そして桜』 - ルーシー・ウォーカー、キーラ・カーステンセン |
| 短編実写映画賞 | 短編アニメ賞 |
| - The Shore - テリー・ジョージ、オルラ・ジョージ - Pentecost - Peter McDonald、Eimear O'Kane - Raju - Max Zähle、Stefan Gieren - Time Freak - Andrew Bowler、Gigi Causey - Tuba Atlantic - Hallvar Witzø | - The Fantastic Flying Books of Mr. Morris Lessmore - ウィリアム・ジョイス、ブランドン・オルデンブルク - Dimanche - パトリック・ドヨン - 『月と少年』 - エンリコ・ カーサロッサ - A Morning Stroll - グラント・オーチャード、スー・ゴフ - Wild Life - Amanda Forbis、Wendy Tilby |
| 作曲賞 | 歌曲賞 |
| - 『アーティスト』 - ルドヴィック・ブールス - 『タンタンの冒険/ユニコーン号の秘密』 - ジョン・ウィリアムズ - 『ヒューゴの不思議な発明』 - ハワード・ショア - 『裏切りのサーカス』 - アルベルト・イグレシアス - 『戦火の馬』 - ジョン・ウィリアムズ | - "Man or Muppet"（『ザ・マペッツ』） - ブレット・マッケンジー - "Real in Rio"（『ブルー 初めての空へ』） - セルジオ・メンデス、カルリーニョス・ブラウン、サイーダ・ギャレット |
| 音響編集賞 | 録音賞 |
| - 『ヒューゴの不思議な発明』 - フィリップ・ストックトン、ユージーン・ギアティ - 『ドライヴ』 - ロン・ベンダー、ヴィクター・レイ・エニス - 『ドラゴン・タトゥーの女』 - レン・クライス - 『トランスフォーマー/ダークサイド・ムーン』 - イーサン・ヴァン・ダー・リン、エリック・エーダール - 『戦火の馬』 - リチャード・ハイムンス、ゲイリー・ライドストロム | - 『ヒューゴの不思議な発明』 - トム・フレイシュマン、ジョン・ミドグレイ - 『ドラゴン・タトゥーの女』 - デヴィッド・パーカー、マイケル・セマニック、レン・クライス、ボー・パーション - 『マネーボール』 - デブ・アデア、ロン・ボーチャー、デイヴ・ジャンマルコ、エド・ノヴィック - 『トランスフォーマー/ダークサイド・ムーン』 - グレッグ・P・ラッセル、ゲイリー・サマーズ、ジェフリー・J・ハバウシュ、ピーター・J・デヴリン - 『戦火の馬』 - ゲイリー・ライドストロム、アンディ・ネルソン、トム・ジョンソン、スチュアート・ウィルソン |
| 美術賞 | 撮影賞 |
| - 『ヒューゴの不思議な発明』 - ダンテ・フェレッティ、フランチェスカ・ロー・シャイボ - 『アーティスト』 - ローレンス・ベネット、ロバート・グールド - 『ハリー・ポッターと死の秘宝 PART2』 - スチュアート・クレイグ、ステファニー・マクミラン - 『ミッドナイト・イン・パリ』 - アニー・シーベル、エレーヌ・デュブルイユ - 『戦火の馬』 - リック・カーター、リー・サンデルズ | - 『ヒューゴの不思議な発明』 - ロバート・リチャードソン - 『アーティスト』 - ギョーム・シフマン - 『ドラゴン・タトゥーの女』 - ジェフ・クローネンウェス - 『ツリー・オブ・ライフ』 - エマニュエル・ルベツキ - 『戦火の馬』 - ヤヌス・カミンスキー |
| メイクアップ賞 | 衣裳デザイン賞 |
| - 『マーガレット・サッチャー 鉄の女の涙』 - マーク・クーリエ、J・ロイ・ヘランド - 『アルバート氏の人生』 - マーシャル・コルヌヴィル、リン・ジョンソン、マシュー・W・マングル - 『ハリー・ポッターと死の秘宝 PART2』 - ニック・ダドマン、アマンダ・ナイト、リサ・トンブリン | - 『アーティスト』 - マーク・ブリッジス - 『もうひとりのシェイクスピア』 - リジー・クリストル - 『ヒューゴの不思議な発明』 - サンディ・パウエル - 『ジェーン・エア』 - マイケル・オコナー - 『ウォリスとエドワード 英国王冠をかけた恋』 - アリアンヌ・フィリップス |
| 編集賞 | 視覚効果賞 |
| - 『ドラゴン・タトゥーの女』 - アンガス・ウォール、カーク・バクスター - 『アーティスト』 - アン＝ソフィー・ビオン、ミシェル・アザナヴィシウス - 『ファミリー・ツリー』 - ケヴィン・テント - 『ヒューゴの不思議な発明』 - セルマ・スクーンメイカー - 『マネーボール』 - クリストファー・テレフセン | - 『ヒューゴの不思議な発明』 - ロブ・レガート、ジョス・ウィリアムズ、ベン・グロスマン、アレックス・ヘニング - 『ハリー・ポッターと死の秘宝 PART2』 - ティム・バーク、デヴィッド・ヴィッケリー、グレッグ・バトラー、ジョン・リチャードソン - 『リアル・スティール』 - エリク・ナッシュ、ジョン・ローゼングラント、ダン・テイラー、スウェン・ギルバーグ - 『猿の惑星: 創世記』 - ジョー・レッテリ、ダン・レモン、R・クリストファー・ホワイト、ダニエル・バレット - 『トランスフォーマー/ダークサイド・ムーン』 - スコット・ファーラー、スコット・ベンザ、マシュー・バトラー、ジョン・フレイザー |

## 特別賞
特別賞を贈る第3回ガヴァナーズ賞授賞式が行われた。

### アカデミー名誉賞
- ジェームズ・アール・ジョーンズ
- ディック・スミス

### ジーン・ハーショルト友愛賞
- オプラ・ウィンフリー

## 複数ノミネート・受賞作品
複数ノミネート作品
- 11: 『ヒューゴの不思議な発明』
- 10: 『アーティスト』
- 6: 『マネーボール』、『戦火の馬』
- 5: 『ファミリー・ツリー』、『ドラゴン・タトゥーの女』
- 4: 『ヘルプ 〜心がつなぐストーリー〜』、『ミッドナイト・イン・パリ』
- 3: 『アルバート氏の人生』、『ハリー・ポッターと死の秘宝 PART2』、『裏切りのサーカス』、『トランスフォーマー/ダークサイド・ムーン』、『ツリー・オブ・ライフ』
- 2: 『別離』、『ブライズメイズ 史上最悪のウェディングプラン』、『ものすごくうるさくて、ありえないほど近い』、『マーガレット・サッチャー 鉄の女の涙』、『マリリン 7日間の恋』

複数受賞作品
- 5: 『ヒューゴの不思議な発明』、『アーティスト』
- 2: 『マーガレット・サッチャー 鉄の女の涙』

## プレゼンターとパフォーマー

### プレゼンター
| 名前 | 役割 |
| --- | --- |
| トム・ケイン メリッサ・ディズニー                                                                                             | 第84回アカデミー賞のアナウンス                                                                                           |
| モーガン・フリーマン | オープニングビデオの紹介                                                                                                 |
| トム・ハンクス | 撮影賞と美術賞のプレゼンター                                                                                             |
| キャメロン・ディアス ジェニファー・ロペス                                                                                     | 衣裳デザイン賞とメイクアップ賞のプレゼンター                                                                             |
| サンドラ・ブロック | 外国語映画賞のプレゼンター                                                                                               |
| クリスチャン・ベール | 助演女優賞のプレゼンター                                                                                                 |
| ブラッドリー・クーパー ティナ・フェイ                                                                                         | 編集賞、音響編集賞、録音賞のプレゼンター                                                                                 |
| カーミット・ザ・フロッグ ミス・ピギー                                                                                         | シルク・ドゥ・ソレイユのパフォーマンスの紹介                                                                             |
| グウィネス・パルトロー ロバート・ダウニー・Jr                                                                                 | 長編ドキュメンタリー映画賞のプレゼンター                                                                                 |
| クリス・ロック | 長編アニメ映画賞のプレゼンター                                                                                           |
| ベン・スティラー エマ・ストーン                                                                                               | 視覚効果賞のプレゼンター                                                                                                 |
| メリッサ・レオ | 助演男優賞のプレゼンター                                                                                                 |
| トム・シェラック（AMPAS会長）                                                                                                 | 司会のビリー・クリスタルとプロデューサーのブライアン・グレイザーとドン・ミッシャーを称えるスペシャル・プレゼンテーション |
| ペネロペ・クルス オーウェン・ウィルソン                                                                                       | 作曲賞のプレゼンター |
| ウィル・フェレル ザック・ガリフィアナキス                                                                                     | 歌曲賞のプレゼンタープレゼンター                                                                                         |
| アンジェリーナ・ジョリー | 脚色賞、脚本賞のプレゼンター                                                                                             |
| ミラ・ジョヴォヴィッチ | アカデミー科学技術賞のプレゼンター                                                                                       |
| ローズ・バーン エリー・ケンパー メリッサ・マッカーシー ウェンディ・マクレンドン＝コーヴィ マーヤ・ルドルフ クリステン・ウィグ | 短編実写映画賞、短編ドキュメンタリー映画賞、短編アニメ映画賞のプレゼンター                                               |
| マイケル・ダグラス | 監督賞のプレゼンター |
| メリル・ストリープ | アカデミー名誉賞、ジーン・ハーショルト友愛賞のプレゼンター                                                               |
| ビリー・クリスタル（司会） | 『イン・メモリアル』トリビュートの紹介                                                                                   |
| ナタリー・ポートマン | 主演男優賞のプレゼンター                                                                                                 |
| コリン・ファース | 主演女優賞のプレゼンター                                                                                                 |
| トム・クルーズ | 作品賞のプレゼンター |

### パフォーマー
| 名前                                                    | 役割                       | パフォーマンス内容                                         |
| ------------------------------------------------------- | -------------------------- | ---------------------------------------------------------- |
| ハンス・ジマー ファレル・ウィリアムス シーラ・E         | ミュージカル・アレンジャー | オーケストラ                                               |
| ビリー・クリスタル                                      | 司会                       | オープニング・ナンバー                                     |
| シルク・ドゥ・ソレイユ                                  | パフォーマー               | 映画回想トリビュートでの特別パフォーマンス                 |
| エスペランサ・スポルディング 南カリフォルニア児童合唱団 | パフォーマー               | 『イン・メモリアル』トリビュート中の「この素晴らしき世界」 |

## 『イン・メモリアル』トリビュート
『イン・メモリアル』トリビュートは司会のビリー・クリスタルがプレゼンターを務めた。ジャズ歌手のエスペランサ・スポルディングがルイ・アームストロングの曲「この素晴らしき世界」を南カリフォルニア児童合唱団と共に歌い、2011年から2012年初めにかけて亡くなった映画業界人の追悼映像が流された。
| - ジェーン・ラッセル - アニー・ジラルド - ジョン・キャリー - ポリー・プラット - ケン・ラッセル - ドナルド・ピーターマン - ファーリー・グレンジャー - ホイットニー・ヒューストン - ビンガム・レイ - 宮城島卓夫 - バート・シュナイダー - マイケル・カコヤニス - デヴィッド・Z・グッドマン | - ジェームズ・ロドナンスキー - ピーター・E・バーガー - ジャック・ヘイズ - ピーター・フォーク - クリフ・ロバートソン - ローラ・ジスキン - シドニー・ルメット - スー・メンガーズ - スティーブ・ジョブズ - ジョージ・クッチャー - ハル・カンター - セアドラ・ヴァン・ランクル - ティム・ヘザリントン | - ジーン・キャンタメッサ - ゲイリー・ウィニック - ビル・ヴァーニー - ジャッキー・クーパー - ギルバート・ケイツ - リチャード・リーコック - ジェームズ・ロバーツ (James Roberts) - マリオン・ダクハーティー（画面上では「Doughtery」と誤表記」 - ノーマン・コーウィン - ポール・ジョン・ハガー - ジョセフ・ファレル - ベン・ギャザラ - エリザベス・テイラー |

この他で、石岡瑛子、ジェフ・コナウェイ、ハリー・モーガン、マイケル・ガフ、ババ・スミス、ラウル・ルイス、テオ・アンゲロプロスが取り上げられていないと指摘された。

## 新たな規則変更
2011年6月14日、アカデミー会長のトム・シェラクにより、以下の部門での規則が変更になったと発表された。
- 作品賞: 最終的な候補作品は5本ないし10本である。これまでと同様に選好投票が行われるが、今回からは最低でも全体の5%から1位指名を受ける必要がある。アカデミーのエグゼクティブ・ディレクターのブルース・デイヴィスは、「作品賞へのノミネートは『たぐいまれな功績』を示すものでなければならない。作品賞に値する作品が8作しかなかった年に無理に四捨五入する必要はない」と説明した。

- 長編アニメ映画賞: これまでは毎年設置の可否が検討されていたが、今後は対象作品が8本を下回った場合をのぞいて自動継続となることが決定した[17]。

- 長編ドキュメンタリー映画賞: 本部門の資格期間が変更された。それまでは前年の9月1日から翌年の8月31日の間に上映されていた作品が対象であったが、今回より同一年の1月1日から12月31日の間に変更された。なお、第84回アカデミー賞では2010年9月1日から2011年12月31日の間に公開されたドキュメンタリー映画が対象となる。

- 視覚効果賞: 本部門ではこれまで、公式なノミネート発表の数週間前に選考対象作品7本が先行発表されていた。第83回より本部門の候補枠が3本から5本に増えたことに伴い、先行発表作も10本となった。

## 投票傾向
今回ノミネート以前に1億ドル以上を売り上げた作品賞ノミネート作は1本のみであった（前年は3本あった）。ノミネートが発表された2012年1月24日時点で最も興行収入が高かったのは『ヘルプ 〜心がつなぐストーリー〜』で1億5960万ドル、次いで『マネーボール』の7550万ドル、以下、『戦火の馬』（7230万ドル）、『ミッドナイト・イン・パリ』（5640万ドル）、『ヒューゴの不思議な発明』（5590万ドル）、『ファミリー・ツリー』（5130万ドル）、『ツリー・オブ・ライフ』（1330万ドル）、『アーティスト』（1330万ドル）、『ものすごくうるさくて、ありえないほど近い』（1070万ドル）であった。

## 記録
- 助演男優賞を受賞したクリストファー・プラマーは当時82歳であったが、これは演技部門の受賞者としては史上最高齢となる。それまでは『ドライビング Miss デイジー』により当時80歳で主演女優賞を受賞したジェシカ・タンディが最高齢であった[20]。

- メリル・ストリープは今回で17回目の演技賞ノミネートとなり、自身が保持していた記録を更新した[21][22][23]。また今回ストリープは第55回アカデミー賞の『ソフィーの選択』以来28年10カ月15日ぶりに受賞を果たした。これによりストリープはウォルター・ブレナン、イングリッド・バーグマン、ジャック・ニコルソンに並んで演技賞を3回受賞した俳優となり、4回受賞したキャサリン・ヘプバーンに次いで2位となった。

- 『別離』は外国語映画賞を受賞したが、これはイラン映画としては初のことである[24]。

- ドキュメンタリー映画『Saving Face』のシャーミーン・オベイド＝チノイは初めてアカデミー賞を受賞したパキスタン人となった[25]。